# Природні ресурси Косова
Косово має значні запаси природних ресурсів. Косово в основному багате на буре вугілля та на корисні копалини: вугілля, цинк, свинець, срібло та хром, а також родючі сільськогосподарські землі. Косово також багате лісами, річками, горами та ґрунтом; воно є однією з найбагатших країн у відношенні природних ресурсів, що знаходяться на поверхні, в Європі. Косово особливо багате вугіллям — третя з запасів вугілля країна в Європі. Косово має близько 14 700 млрд тонн бурого вугілля в резервах — п'ята країна в світі за величиною запасів бурого вугілля. Також присутні запаси інших корисних копалин, з оцінною вартістю більше 1 трильйона доларів, таких як: алюміній, золото, свинець, цинк, мідь, боксити, магній та ін. Косово також володіє багатими запасами азбесту, хрому, вапняку, мармуру і кварцу. В даний час більшість Косово природних ресурсів залишаються невикористаними, великі запаси являють собою великий потенціал для подальшого розвитку, за оцінками Світового банку.

## Природні ресурси крізь історію
Природні ресурси в Косово колись були «кістяком промисловості». Однак, зараз видобуток низький через недостатній обсяг капіталовкладень в устаткування. Серед природних ресурсів, які раніше були важливі для економіки Косово можна виділити: буре вугілля, алюміній, хром, магній, нікель, свинець, цинк та різні будівельні матеріали.
Косово історично був шахтарським районом ще за часів колишньої Югославії. Промисловий комплекс Trepça в Митровиці «був найбільшою гірничодобувною компанією в колишній Югославії». За часів Югославії, в Косово знаходилося 50 % нікелю, 36 % вугілля, 48 % свинцю і цинку, 47 % магнію, і 32,4 % з каолініту з усіх запасів Югославії. Протягом цього часу, видобуток корисних копалин був потужним рушієм зростання та розвитку Косово, однак 1990-х він значно втратив в потужності. Ще до Югославії, в регіоні природні ресурси були розвідані і налагоджено їх видобуток. Під час правління короля Милутина (середина 14 століття) шахти в Ново-Брдо вважалися найбагатшими шахтами з сріблом на Балканах — Артана, Терпча і Янджево. У середині 14-го і 15-го століття, місто Артана було центром місцевої економіки, воно було відомим як місто золота і срібла. Завдяки його величезної важливості, воно було також добре захищено і стало останнім містом, яке захопили Османи під час навали в 15 столітті.
Дані з 1931 по 1998 рік показують, що загальний обсяг виробництва у промисловому комплексі Терпча за цей час становив:
- Свинець: 2,066,000 тонн
- Цинк: 1,371,000 тонн
- Срібло: 2,569 тонн
- Вісмут: 4,115 т
- Кадмій (1968—1987) 1,655 тонн.[11]

З 1922 до 2004 року сукупна кількість видобутого бурого вугілля склав 265 Мега тонн.
Однак, з вересня 2005 за останніми даними з 2007, в Терпчі видобувається тільки свинцю, цинку і міді в середньому 5000 тонн в місяць. Деякі опубліковані дослідження стверджують, що Терпча має потенціал для видобутку 999,000 тонн свинцю, 670,000 тонн цинку, і 2200 тонн срібла. Видобуток в Косово найбільш відомих корисних копалин, таких як свинець, цинк і срібло був важливою частиною її економіки до 1999 року, але видобуток свинцю, цинку і срібла в копальнях було зупинено на початку Косовського конфлікту. Незважаючи на те, що ці шахти являють собою гарну можливість для інвестицій, їх приватизація була складним питанням через не визначення прав власності.
Загальна рента природних ресурсів у 2010 році, за підрахунками Світового банку склали 1,52 % ВВП. Сільське господарство також є важливим сектором економіки в Косово завдяки його насиченості сільськогосподарськими землями. Зазвичай воно складає 25 % від загального обсягу виробництва в Косово. Однак, сьогодні використання сільськогосподарських земель є досить низьким в Косово. 53 % від загальної кількості земель у Косово вважається сільськогосподарською землею. Середня ферма становить близько 1,4 га.

## Земля
Так як це поверхня, на якій відбувається більша частина господарської діяльності, земля є одним з найважливіших природних ресурсів, що сприяють економічному розвитку. Косово має загальну площу 10,877 квадратних кілометрів, яка класифікується як: 53 до 54,23 % сільськогосподарських земель, 40.92 % лісових угідь і 4.85 % безплідних земель. Косово має велику різноманітність ґрунтів. Вважається, що 15 % території Косово мають високу якість ґрунту, 29 % середньої якості, 56 % всіх ґрунтів мають низьку якість ґрунту, в той час як ґрунти високої й середньої якості становлять 44 % від усього ґрунту в Косово. Ґрунти високої і середньої якості містять у своєму складі 11 % гумусу, 8.4 % сірі карбонатні землі, 7.8 % алювіальні ґрунти, а також інші темні і серпантині ґрунти. Ґрунти низької якості складаються з делювіальних земель, болота, кислих сірих ґрунтів та інших неродючих ґрунтів, вони в основному розташовані на горбистій місцевості і горах.

### Землі сільськогосподарського призначення
Основним видом економічної діяльності в Косово є сільське господарство. 54.23 % землі в Косово належить до сільськогосподарських угідь, або 342,400 га його площі. Однак формально в сільському господарстві зайнято лише 3.9 % людей у трудових колективах. з 54.23 % ділянок, землі сільськогосподарського призначення, 15 % вважаються сільськогосподарськими землями хорошої якості, 29 % середньої якості, а решта 56 % — це землі найгіршої якості.

### Лісові угіддя
Ліси мають велике значення для Косово, вони є одним з найбільших природних ресурсів Косово. Ліси охоплюють 40.92 % від загальної площі земель у Косово. Лісу в Косово мають величезне значення, тому що в них присутнє біорізноманіття. Косово має в загальній складності 464,800 гектарів лісу, а ще 28,200 тис. га лісових земель.

### Флора
Косово володіє однією з найбагатших флорою на Балканах, хоча вона охоплює лише 2,3 % площі Балканського півострова. Найбільш важливими в цьому відношенні є Північно-Албанські Альпи і Шар-Планина. На даний момент, близько 2500 видів флори були виявлені в Косово. Висока різноманітність рослин у Косово являє собою цінний природний ресурс, особливо враховуючи його відносно невелику площу. Однак, навіть з такими багатими ресурсами, флора у Косово ніколи не використовувалася на благо економіки.

## Деревина
Деревина використовується в Косово як основне джерело тепла. Дослідження показують, що домогосподарства в Косово споживають 7,58 м³ деревини протягом одного року, або на загальнодержавному рівні — 1,525 мільйона м³ на рік.

## Водні ресурси
Косово може забезпечити близько 131 × 106 м³ води на рік завдяки підземним водам та водам річок.
Косово має порівняно низькі запаси води порівняно з її потребами. Запаси води на душу населення на рік у Косові оцінюється в 1600 м³/сек. середня річна витрата води в Косово складає близько 3,8 х 109 або 121.2 м³/сек. Сумарний накопичений об'єм води в поточні накопичення балів 569.69 млн м³. Крім наявності достатніх водних ресурсів для задоволення свого народу і економіки, Косово також характеризується нерівномірним розподілом води по всій його поверхні. Через його низький потенціал гідроенергія використовується дуже обмежено. Водні ресурси в основному розташовані в західній частині на відміну від Сходу, який має більш низькі запаси, і на південному сході, де є великі потреби у воді.
Спостерігається брак досліджень, що стосуються запасів підземних вод у Косові. Запаси підземних вод в Косово розташовані в основному в різних пластах гірських порід. Хоча ці резерви мають велике значення для питних потреб, а також сільського господарства і промисловості, вони використовуються головним чином через приватні колодязі. В районі Білий Дрин річки, є кілька підземних покладів, які мають загальну площу 998 км2, об'єм 271x106 м3 і розрахункової сумарною потужністю 511x106 м3.

### Озера
У Косово, є тільки кілька природних озер. Серед штучних озера: озеро Radonjićko, Gazivoda озеро, Batlava, Prilepnica і Badovci, які мають наступні характеристики: Озеро Gazivoda:
- Площа басейну: 1,060 км2
- Середня витрата води: 13.5 м3/с

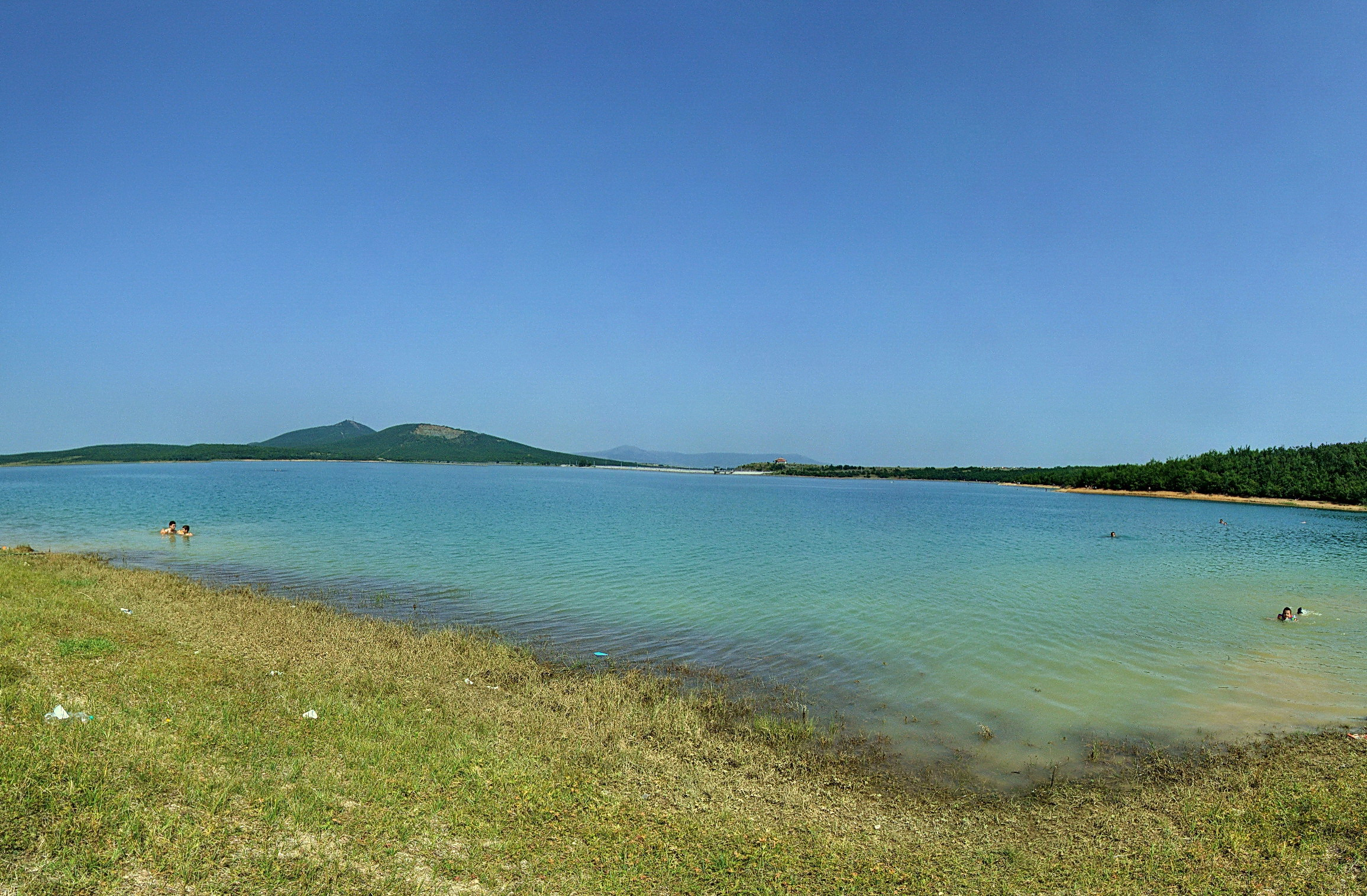
Озеро Radonjićko

- Загальний обсяг накопичення: 390 м3

Озеро Batlava:
- Площа басейну: 226 км2
- Середня витрата води: 1.06 м3/с
- Загальний обсяг накопичення: 30 м3

Озеро Badovci:
- Площа басейну: 103 км2
- Середня витрата води: 1.05 м3/с
- Загальний обсяг накопичення: 26.4 м3

Озеро Radonjićko:
- Площа басейну: 130 км2
- Середня витрата води: 0.16 м3/с
- Загальний обсяг накопичення: 113 м3

### Річки

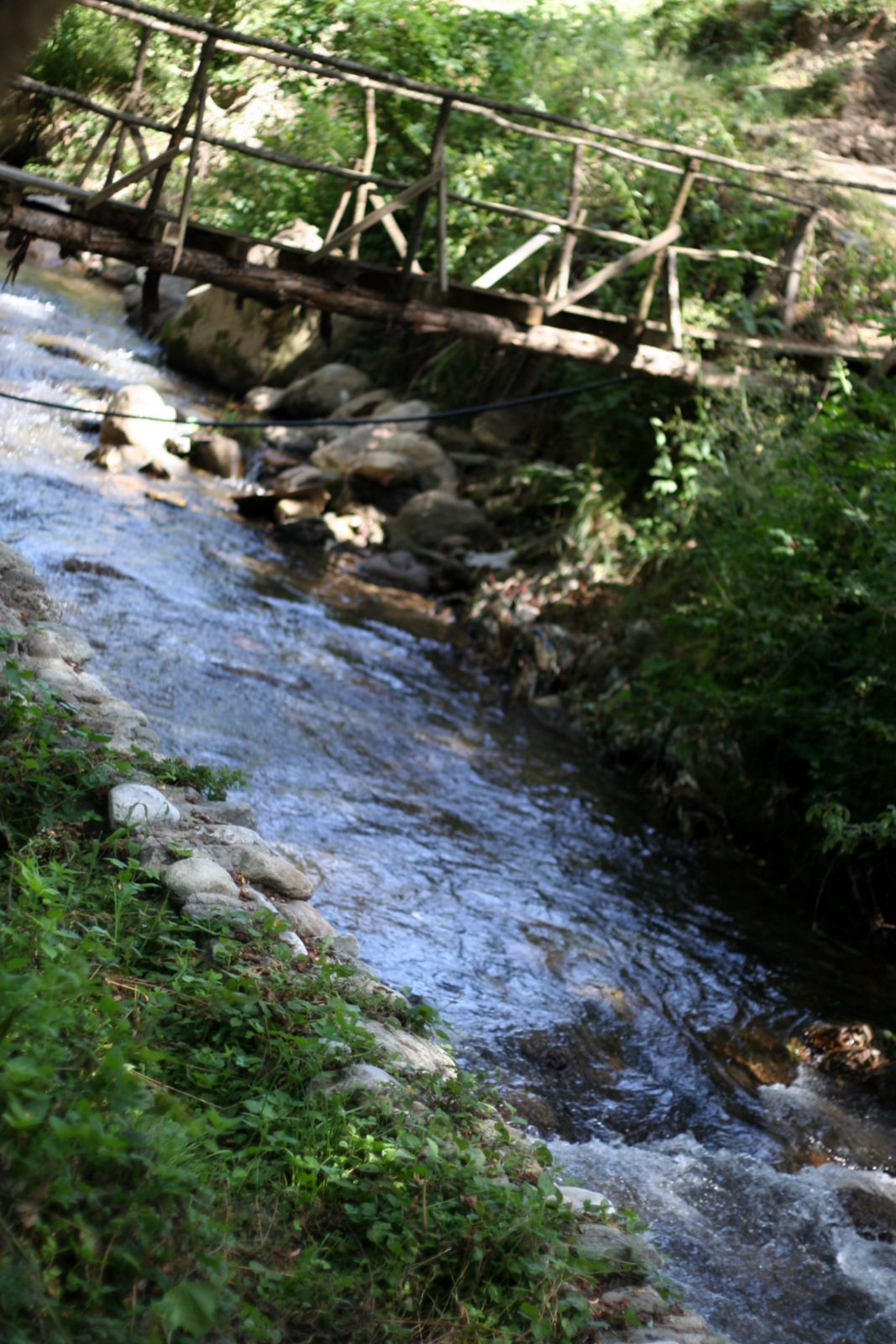
Річка в Косово

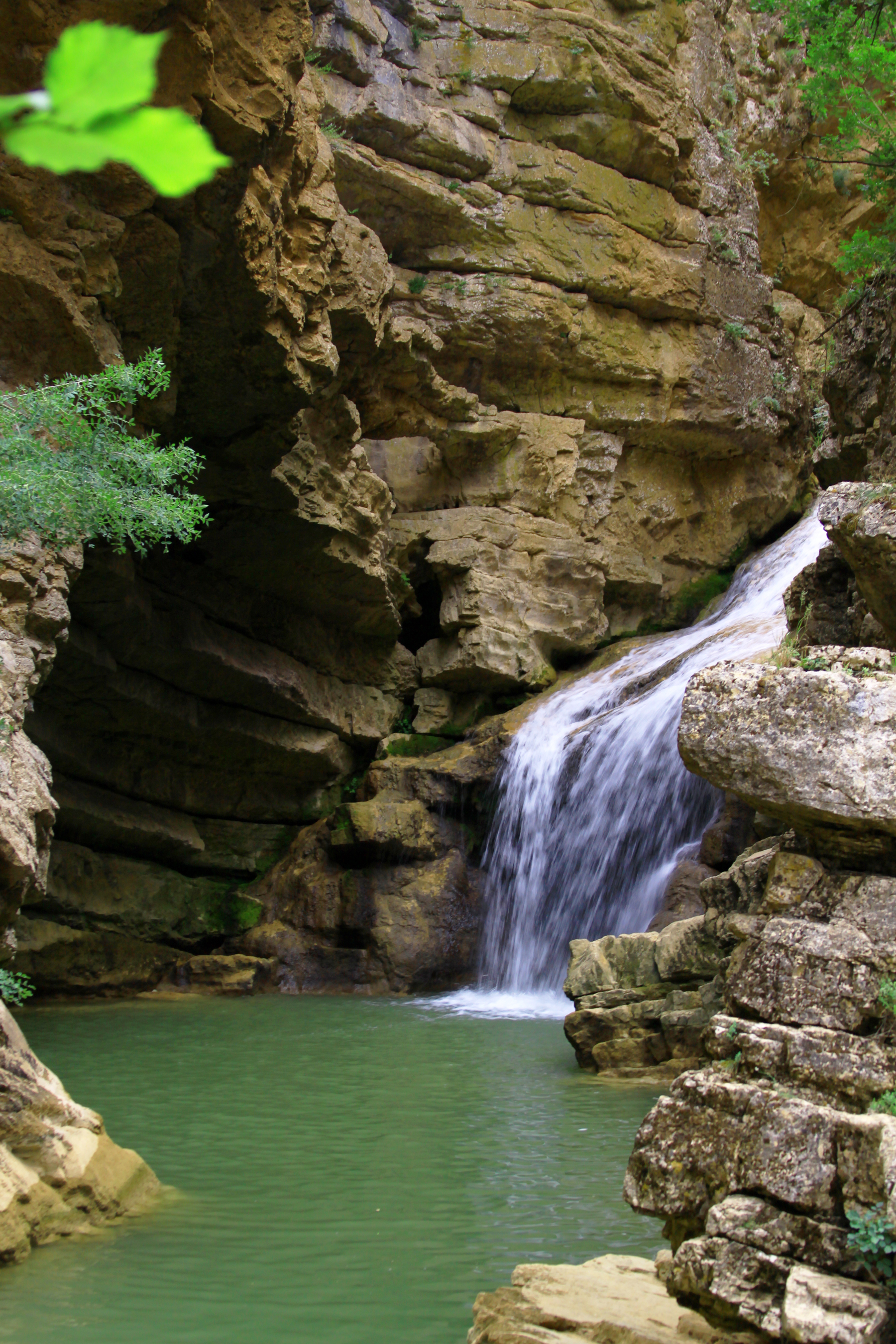
Водоспади Міруша

З річок у Косово:
- 50.7 % впадають у Чорне море, це: Ібар, Morava e Binçës і Ситниця разом з притоками Llapi і Дренице;
- 43.5 % до Адріатичного моря, до них належать: Білий Дрин і його притоки Deçani, Печ, Призрен, Erenik, Клина, Topluha Плава і водоспади Міруша;
- 5,8 % в Егейське море, до них належать: Lepenci і її притока Nerodimka.

Річки в Косово мають нерегулярні притоки протягом року, але вони, як правило, мають високі потоки в зимовий сезон і ранньою весною. Чотири головних річок в Косово: Білий Дрин, Lepenci, Морава, і Ібер. Річка Білий Дрин-найдовша річка в Косово довжиною 122 км. Нижче наведені довжина і площа основних річок в Косово:
| Назва      | Довжина в км всередині території Косово | Поверхню м2 |
| ---------- | --------------------------------------- | ----------- |
| Білий Дрин | 122                                     | 4.622       |
| Ситниця    | 90                                      | 2.873       |
| Печ        | 62                                      | 424.9       |
| Морава     | 60                                      | 1.552       |
| Lepenci    | 53                                      | 679.0       |
| Erenik     | 51                                      | 510.3       |
| Ібер       | 42                                      | 1.155       |
| Призрен    | 31                                      | 262.6       |

| Немає. | Басейну    | З[м2] | М[м3/с] | в Q[л/с*км2] | Річного стоку [міл.м3] | Пропускаючи напрямок |
| ------ | ---------- | ----- | ------- | ------------ | ---------------------- | -------------------- |
| 1      | Білий Дрин | 4649  | 61.0    | 14.6         | 2.200                  | Адріатичне Море      |
| 2      | Ібер       | 4009  | 32.6    | 8.13         | 771                    | Чорне Море           |
| 3      | Морава     | 1564  | 6.1     | 4.35         | 330                    | Чорне Море           |
| 4      | Lepenci    | 0.685 | 8.7     | 12.7         | 307                    | Егейське Море        |

| №  | Басейн        | Станція          | Річка                | Qmin | Qmes  | Qmax   |
| -- | ------------- | ---------------- | -------------------- | ---- | ----- | ------ |
| 1  | WHITE DRIN    | Berkovo          | Istok                | 0.48 | 3.75  | 1.86   |
| 2  | WHITE DRIN    | Drelaj           | Bistrica e Pejes     | 0.32 | 4.20  | 83.50  |
| 3  | WHITE DRIN    | Grykë            | Bistrica e Pejes     | 0.46 | 5.95  | 194    |
| 4  | WHITE DRIN    | Klina            | Klina                | 000  | 1.49  | 49.20  |
| 5  | WHITE DRIN    | Mirusha          | Mirusha              | 0.02 | 1.21  | 23.30  |
| 6  | WHITE DRIN    | Deçan            | Bistrica e Deçanit   | 0.60 | 4.28  | 58.00  |
| 7  | WHITE DRIN    | Rakovina         | White Drin           | 0.80 | 24.64 | 358    |
| 8  | WHITE DRIN    | Gjakova          | Erenik               | 0.06 | 12.33 | 542    |
| 9  | WHITE DRIN    | Piranë           | Topluha              | 0.04 | 3.47  | 55.40  |
| 10 | WHITE DRIN    | Gjonaj           | White Drin           | 0.10 | 48.8  | 1118   |
| 11 | WHITE DRIN    | Prizren          | Bistrica e Prizrenit | 0.03 | 4.47  | 424    |
| 12 | IBER          | Glogovac         | Drenica              | 0.02 | 1.52  | 32.80  |
| 13 | IBER          | Lluzhan          | Llapi                | 0.90 | 5.01  | 63.80  |
| 14 | IBER          | Nedakovc         | Sitnica              | 0.50 | 13.62 | 328    |
| 15 | IBER          | Milloshevë       | Llapi                | 0.00 | 4.48  | 82.70  |
| 16 | IBER          | Prelez           | Iber                 | 0.80 | 13.39 | 452.80 |
| 17 | IBER          | Leposavić        | Iber                 | 0.50 | 30.85 | 667    |
| 18 | MORAVA BINQËS | Konçul           | Morava               | 0.03 | 9.21  | 1012   |
| 19 | MORAVA BINQËS | Domarovc         | Lumi Kriva           | 0.2  | 2.6   | 30.8   |
| 20 | MORAVA BINQËS | Vitina           | Morava               | 0.05 | 1.06  | 18.70  |
| 21 | LEPENCI       | Kaçanik          | Nerodimja            | 0.15 | 4.17  | 17.50  |
| 22 | LEPENCI       | Đeneral Janković | Lepenci              | 0.10 | 10.49 | 184    |

### Термальні і мінеральні води
Косово також має багаті запаси термальних і мінеральних вод. Хоча майже не звертають уваги на ці ресурси, дані, зібрані досі показує, що є близько 30 джерел термальних і мінеральних вод в Косово. Основні джерела таких вод є: «лазня-електронна Pejës», «Banjska» і «баня-електронна Kllokotit», для яких також існують додаткові дані, так як вони також працюють як «цілющі ванни». Хоча ці джерела води придатні також для виробництва теплової енергії, в основному вони використовуються для лікування і відпочинку. Діапазон температури цих джерел води становить від 17 до 540C, а ступінь мінералізації коливається від 2 до 5 г/л. Ці термальні й мінеральні джерела в Косово мають у своєму складі також вуглеводні, сульфати, магній і кальцій.
У наступній таблиці представлені фізико-хімічні характеристики деяких термоджерела корисних копалин в Косові:
| №  | Розташування              | Q 1/s | t °C  | pH  | Мінералізація/л | Специфічні компоненти | Gas присутній газх |
| -- | ------------------------- | ----- | ----- | --- | --------------- | --------------------- | ------------------ |
| 1  | Banja e Pejës             | 4.00  | 48.9  | 6.9 | 2.04            | H2SiO, Ra             | CO2                |
| 2  | Banja e Kllokotit         | 10.00 | 32.0  | 6.6 | 3.601           | CO2Ra, H2             | CO2                |
| 3  | Banjska                   | 2.50  | 50.0  | 6.7 | 1.356           | H2SiO3                | CO2                |
| 4  | Banja e Runikut           | 15.00 | 24.8  | 7.1 | 0.598           | -                     | CO2-N2             |
| 5  | Burimi i nxehtë i Runikut | 5.00  | 23.0  | 7.2 | 0.61            | Ra                    | CO2-N2             |
| 6  | Gojbula                   | -     | 12.0  | 6.3 | 2.193           | CO2                   | CO2                |
| 7  | Uji i Lluzhanit           | 0.01  | 14.0  | 6.3 | 1.144           | Ra, H2SiO3            | CO2                |
| 8  | Studencia                 | 1.0   | 25.0  | 7.1 | 0.670           | -                     | CO2-N2             |
| 9  | Deçan                     | 2.00  | 12.5  | 603 | 1.433           | CO2                   | CO2                |
| 10 | Getnja e Sipërme          | 0.1   | 9.0   | 6.6 | 2.539           | -                     | CO2                |
| 11 | Poneshi                   | 0.03  | 13.0  | 6.3 | 3.539           | CO2,Fe                | CO2                |
| 12 | Pokleku                   | 1.00  | 13.0  | 6.3 | 3.52            | Fe, Ra, CO2,H2SiO3    | CO2                |
| 13 | Uglari                    | 6.00  | 25.00 | 6.8 | 0.688           | -                     | CO2-N2             |
| 14 | Zhitija                   | 0.3   | 20.0  | 6.5 | 5.126           | Fe, CO2               | CO2                |
| 15 | Dobërçani                 | -     | 26.8  | 6.4 | -               | -                     | CO2,H2S            |

### Рибальства
Вилов проявляються в Косово в більшості джерел прісної води; однак, відсутність рибогосподарських який робить обслуговування рибного господарства складно. Основних видів риб, що мешкають в Косово: форель, сом, Люс, окунь, плотва, підуст і т. д.

## Мінеральні ресурси
Косово основними мінеральними ресурсами є: свинець, цинк, срібло, нікель, кобальт, хром, буре вугілля, мідь, боксити, магній, залізо, а також ряд промислових мінералів, таких як: каолін, бентоніт, кварц, галуазиту, діатоміту, гранат, азбесту і leucites.
Корисних копалин в Косово оцінюються в суму 13.5 млрд євро, за результатами обстеження, проведеного Управлінням по гірничорудній і Світовим банком, з яких 6,5 млрд євро припадає на шахту в Sibofc, 3 мільйона для підприємства «трепча», 2 млрд Ferronikel і ще 2 мільярди на інші ресурси в Косово. хоча колишній директор шахти і корисні копалини, Hengstmann, стверджував цього значення, експерт для шахт, Аділь Янузі стверджував, що Косово природних ресурсів набувають ще більшого значення, оскільки Косово має тільки бурого вугілля понад 13 млрд тонн. комбінату «Трепча» тільки що володіє понад 60 мінеральних видів, які були визначені досі.

### Металеві матеріали
За розрахунками, видобуток складе суму понад 1 мільярда доларів із запасів свинцю, цинку, срібла, марганцю, нікелю і бору. запаси основних корисних копалин у Косово повинні бути:
- Бурого вугілля: близько 13 мільярдів тонн
- Свинець і цинк: 59 мільярдів тонн
- Боксити: 2,7 мільярда тонн
- Нікель: 13 мільярдів тонн
- Магній: 4.1 млрд тонн

Родовище корисних копалин відомі як Артана розташований у східній частині міста Приштина, всього 18 км від нього. Артана розрахований на 9 млн тонн руди з середнім вмістом 2.5 % Zn (цинк), 2.3 % Pb (свинець) і 92 мг АГ (срібло). У той час як три головних мінералів цього родовища свинець, цинк і срібло, і інші елементи, такі як кадмій (CD), вісмут (Ві), золото (AU) і т. д. також визначені. свинець і цинк знаходяться в Косово в наступних рудників: рудника Стари Трг, Crnac шахти, Артана шахти, Hajvalia, Kizhnica, Badovc і т. д. Магній міститься в: Strezovc і Golesh. Вапняк шахти: Sharrcem. Хром у Діві. Бокситів знаходиться в Клині.
Основний метал на експорт припадає велика частка від загального обсягу експорту, близько 63 %, і вони продовжують збільшуватися. З 19 мільйонів євро з недорогоцінних металів експорт у 2004 році вони зросли до 124 млн євро в 2008 році. з 47 мільйонів євро в 2007 році, залізний і сталевий експорт зріс до 105 млн євро в 2008 році. Після цього збільшення експорту, зниження попиту почалося в кінці 2008 року.

#### Свинець
Косово багате свинцем. У Trepça гірничо-металургійного комплексу оцінюється володіти родовищами свинцю в 425,000 тонн. свинець проводиться в Митровиці, у той час як запаси корисних копалин для виробництва свинцю знаходяться в: Stanterg, Артана, і Копаонік. Ці мінерали містять рідкісні метали, такі як: АГ, АС, вісмут, сурма, марганець, мідь, ГЕ, Де, та і ДП. Резерви розраховуються на суму 41,2 млн тонн. Свинець чинить комунальні коефіцієнт 95-98 %, тоді як виробництво свинцю, як було підраховано, що в 1987 році було близько 100 000 т свинцю на рік. Свинцю, виробленого в Косово використовується у трьох основних напрямках в Косово:
- В Митровиці, в акумуляторній промисловості, де 35,000 тон на рік використовуються
- в Печі, в промислових акумуляторів, де 12 000 тонн на рік використовуються
- у Скендерай, на заводі для мисливських патронів, де 8,500 тонн на рік використовуються

У той час як ще значна сума йде на промисловості колишньої Югославії.
Свинцевого концентрату, підготовленого в Митровиці має наступний хімічний склад:
- Pb: 73 %
- Zn: 0.93 %
- Cu: 0.09 %
- Fe: 3.10 %
- S: 16.4 %
- As: 0.14 %
- At: 0.18 %
- SiO2: 3.3 %
- Ag, Cd, Bi, etc.: 1,425 g/t

#### Цинк
Косово теж багаті цинком, які також виробляються в Митровиці. Trepça комплекс поодинці, за оцінками, містить 415,000 тис. тонн цинку. оскільки мінерально-сировинна база цинку такий же, як свинець, вони зазвичай називаються свинцево-цинкових мінералів. Цинкового концентрату схожий на свинець у компонентах, хімічний склад цинку, виробленого в Митровиці виглядає наступним чином:
- Pb: 0.85 %
- Zn: 47.0 %
- Fe: 9.12 %
- S: 29.52 %
- As well as As, Mg, Cd, Ca, Ag, Hg.

Близько 20 000 тонн на рік цинк випускається використовуються в Вучитрн, як цинк, олово і близько 60 000 тонн на рік в Джаковицу, як цинк в труби і мотузки.

#### Срібло, вісмут і кадмій
Тільки Trepça, за оцінками, містить 800 тонн срібла. протягом 1978—1988, не тільки був ведучим, а також деяка кількість срібла, золота, кадмію і вісмуту. Обсяг виробництва продукції були: 200 тонн срібла (срібла) на рік, 150 тонн вісмуту (вісмут) на рік, 120 кг золота (золота) на рік і 300 тонн CD (кадмій) на рік. Обробка таких металів також розробив у деяких районах Косово, таких як: обробка золота і срібла в Прізрене, в кількості приблизно 20 кг Ау щомісяця і 1000 кг АГ щомісячно, також у виробництві нікель-кадмієвих акумуляторів у Прізрене, близько 100 тонн кд на рік.

#### Заліза, марганцю, міді, урану, титану, торію
Хоча є вказівки з таких джерел корисних копалин, розслідування триває і не визначено. Щоб дізнатися, були деякі джерела заліза помітив в областях: — Petrashticë-Штимле (44 % заліза і 2,5 % СГ2О3), Tërstenik (40 % заліза і 3,5 % СГ2О3), і Sedllarë (Кам'яниця, 40 % заліза).
Марганець зазвичай зустрічається супроводжуючих свинцю і цинку. Регіони Новоберде, Брід, і Драгаш містять марганець ресурсів економічного інтересу. Ці резерви містять у середньому хімічний склад марганцю в 22,2 % і оцінюється приблизно в 5 мільйонів тонн.
Мідь зустрічається у наступних місцях:
- Pashtrik, на 1,0 % міді
- Раховеци, Гурі я Kuq, між 1.2 і 2,73 % міді
- Rexhanc, Đeneral Янкович, концентрація невизначеним
- і гори Deçani, концентрація невизначеним.

#### Бокситів
Застосування бокситу в Косово почалася в 1966 році і в даний час зустрічається в Grebnik гори, запаси якого становлять 1,7 млн тонн бокситів. крім бокситів, 2 тонн глинозему в чотири тонни бокситу, з якого потім виробляють алюміній. Це означає, що Grebnik гори потенційно містить 425,000 тонн алюмінію.
Хімічний склад бокситів у Косово:
- Al2O3: 46 to 52 %
- SiO2: 1 to 4.5 %
- Fe2O3: 33 to 38 %
- TiO2: 1.8 to 2.7 %

Мінеральні маси бокситу діапазоні від тисяч до мільйонів тонн, і 20 до 200 м. Новітні бокситів, які можуть використовуватися складуть 2,7 млн тонн (категорії A, B і C1), з іншої 40 мільйонів тонн вапняку, які їх супроводжують. Поки що немає потужностей для переробки бокситів був створений в Косово, бокситів проводиться в основному експортується в ряд країн, таких як Німеччина, Росія та Румунія.

#### Хром
У Косово, є тільки кілька джерел хрому і вони поширені в регіонах Брезовиця, Джаковіцу, Luboten, Раховеци і Golesh. Хром витягується в Джаковицу від Діва видобутку. Середня хрому хімічній структурі становить 44 % СГ2О3. Хоча немає певних даних про кількість хрому ресурсів в Косово, до 2008 року загальний хром виробництва склав близько 102 млн тонн.

#### Золото
Золото в Косово знайшли разом з міддю, свинцем і цинком, а також деякі чисті резерви в алювіальних річок. Золото знаходиться в Артана шахти, де за своїм складом висока і це в вимірних рівнях. Артана є джерелом з високим вмістом золота в Косово, де родовища оцінюються приблизно 2,700 кг. Золото також зустрічається в свинцево-цинкових руд з середнім вмістом 0,8 грама на тонну. Було підраховано, що з 1939 до 1989 року, виробництво золота в Косово склав приблизно 11,9 тонн.

### Неметалеві матеріали

#### Кварцовий пісок
Косово має кварцовий пісок (Сіо2) в його Східній, Південній та центральній частині. Кварцовий пісок-це високоякісний промисловий мінерал, і в основному використовується для будівельних матеріалів. Його середній хімічний склад дорівнює:
- SiO2: 95 to 97 %
- Al2O3: 0.95 to 2.39 %
- Fe2O3: 0.09 to 0.2 %
- CaO: 0.81 to 1.21 %

Хоча є кілька областей, в Косово, багатих кварцом, дослідження на цей мінерал не є повним. Резерви розраховуються близько 340,000 м3.

#### Карбонат магнію
Декількох місцях в Косово містять карбонат магнію (MgCO3), таких як Strezovce і Goleš. хімічна структура цих мінералів:
- MgO: 44.49 %
- SiO2: 2.5 to 6 %
- CaO: 0.9 to 5 %

До 1990 року, в середньому, щорічне виробництво становило 110 000 тонн магнезиту, 22,000 тонн обпаленої магнезиту і 10 000 тонн каустичної кальцинованої магнезії.
У загальній складності близько 4,6 млн тонн цього мінералу використовуються досі. Разом поточні запаси-2,4 млн тонн в Магура і ще 1,7 млн тонн в Strezovce.

#### Біла глина
Білої глини в Косово знаходиться в декількох локаціях, таких як: Гякова, Dardanë, Landovicë, Skënderaj, Клині, Пея, Віті, Феріжай, Приштина і Подуєво. У цілому, глинозему запаси оцінюються в 2 млрд тонн. хімічний склад глинозему, який використовується в основному для виробництва цегли і черепиці-це:
- SiO2: 56 to 62 %
- Al2O3: 12.6 to15.2 %
- MgO: 2.9 to 3.2 %
- CaO: 2.3 to 7 %

#### Каолін, бентоніти та цемент
Косово також має великі запаси каоліну (гірських порід, збагачених каолінітом), один із найбільших в Косово, розташованих в низьких Karaçeva, на схід Г'їлані. Ця шахта в низький Karaçeva працює з 1965 року, і досі, загальні запаси каоліну використовується приблизно 372,000 тис. тонн. у цілому, Косово володіє повною каоліну запасами близько 15 млн м3 в основному в чотирьох сферах.
Запаси бентоніту в Косово оцінюється в цілому 86 мільйонів тонн, і в основному вони поширюються в сім родовищ.
Цемент резервів в Косово оцінюється в цілому 95 мільйонів тонн, і вони розташовані в «Хані коментар до кримінального».
Декоративний камінь, вапняк, пісок
Косово має в загальній складності 3 мільярди тонн мармуровий (чорний мармур, Онікс, зелений мармур) і вони знаходяться головним чином в Декане і печ. вапняку, запаси якого оцінюються приблизно в 10 млрд тонн, у той час як піщинки у річках оцінюється в 1 млрд тонн.

### Паливо

#### Лігніт
Косово-це в основному багаті бурого вугілля і лігніту припадає 97 % виробництва електроенергії в Косово. Косово запаси бурого вугілля вирівняні як на п'яте місце у світі, близько 14 мільярдів тонн. буре вугілля в Косово знайшли по трьом основним басейнів: Косово басейну, Dukagjin басейну і Дреніци басейну. у Косово басейну досі головного басейну, що використовуються для видобутку корисних копалин. Лігніту експлуатації в Косово вперше була зафіксована в 1922 році в Косово басейну, коли почалася видобуток. Косово басейну має площу 274 км2. У Дукаджини басейну площею 49 м2. Інших басейнів охоплюють площу в 5,1 км2.Буре вугілля в Косово низьким вмістом сірки, змістом і має хорошу вапно концентрації, що означає, що він може поглинати сірки в процесі горіння.
В цілому, буровугільних шахт в Косово серед найбільш сприятливі характеристики в Європі. середній коефіцієнт розкриву відходів вугілля становить 1,7 м3 до 1, і це висока якість для виробництва електроенергії. нижча теплотворна здатність бурого вугілля в Косово варіюється між 6.28 і 9.21 МДж/кг, в середньому 7.8 МДж/кг вологість коливається між 38 і 48 %, золи у відсотках між 9.84 і 21.32 %, а вміст сірки між 0.64 і 1,51 %.
Косово володіє другими за величиною резерви придатних для обробки бурого вугілля в Європі, після Німеччини та Польщі. буре вугілля є основним джерелом енергії в Косово і залишиться таким через його високі резерви.

##### Басейн Косово
Басейну Косово налічує близько 12 млрд тонн бурого вугілля. вугілля в Косово басейну бурого вугілля типу та його геологічний вік-раннє Понтійських п|1. Співвідношення вугілля до відходів землі в Косово басейну становить 1:185. він має середню товщину 45 м. Поклади вугілля в басейні в діапазоні від поверхні оголення до 310 м по рівній поверхні. Лігніту в Косово басейну відрізняється високою якістю, середні значення найважливіших параметрів є:
- ETU (lower calorific value): 7,300 kJ/kg
- S (Sulphur) < 1 %
- L (moisture): range from 45 to 47 %
- H (ash): 18 %

Більшість з бурого вугілля знаходиться в центрі басейну Косово, де товщина також досягає максимуму 110 м у Косово басейну має дві виїмки точок, які є активними і використовуються для видобутку бурого вугілля на ТЕС у Косово, і вони мають потужність 7,000,000 тонн на рік. до 2009 року повідомлялося, що близько 200 мільйонів тонн вугілля були використані, які становлять лише 2 % від загальних запасів вугілля в Косово басейну. у південній частині Косово басейну є Бабуш шахти, який також має певний обсяг запасів вугілля, з поверхні 0.5 км2 на Бабуш шахта має геологічними запасами вугілля на 3,7 млн тонн. Вугілля на цій шахті має такі значення параметрів якості:
- ETU = 7,350 kJ/kg
- S <1 %
- L = 40-47 %
- H = 22 %

Поки є нинішня апроксимації резерви в цій шахті, дослідження ще не завершена і можливість для більш широкого резервів існує. на основі аналізу кількості запасів бурого вугілля і умов експлуатації в Косово басейну, Міністерство енергетики та видобутку корисних копалин в Косово, що належать до зони C або так званого «нового рудника», як найбільш придатною для експлуатації разом з зона D Косово басейні або так звані «Dardhishtë» албанською мовою. Зона G і я Косівського басейну також були оцінені як дуже підходящий для майбутньої експлуатації на основі їх резервного кількості і порід розкриву на вугільних співвідношення. Ці дві зони були оцінені, щоб мати достатню потужність для забезпечення будівництва та експлуатації нових електростанцій. Ці чотири зони були класифіковані як пріоритет 1 (зона C і зона D) і пріоритету 2 (зона G і зона I), в той час як зони віднесені пріоритет 3 погані умови для експлуатації, або через деградації, такими як зона e або бідних розкривних порід на вугільних співвідношення зон таких як F, Н, J і K. всі ці зони (крім зони J) і також обмежено через високу щільність населення.

##### Басейн Дукаджин
Басейну Дукаджини містить три вугільних серії:
- Серії Пліоцену Міо (до понтійських вік)
- Ранні серії Пліоцену (понтичний століття)
- Пізній Пліоцен серії (levantinian віку)

Північного басейну Дукаджини є найбільш продуктивним, в населених пунктах Клайн, де середня товщина вугілля-40 м. Значення основних параметрів якості в цьому басейні є:
- ETU = 600 to 10,000 kJ/kg
- S = 1.06 %
- L = 31 to 69 %
- H = 20 to 27 %

Дослідження в цьому басейні також не було завершено; таким чином, подальше дослідження передбачається, що запаси збільшаться на два мільярди тонн. Регіони печ, Джаковіца і Прізрен залишаються перспективними для подальшого вивчення та дослідження.

##### Басейн Дреніци
При басейні Косово розташований в східній частині Косово і Метохії басейну на Заході, в басейні річки Дреніци лежить між ними з самими низькими можливостями порівняно з двома іншими. Дреніци басейну складається з двох вугільних ліжка: Скендерай і Дронику. У Скендерай вугільних пластів охоплює площу в 5.1 км2 середня товщина вугільного 15 м. Вугілля цього басейну має розкривних порід на вугільних співвідношення 1.35 : 1 м3/т. Такі резерви, які були визначені в Скендерай області:
- Категорія B: 10,876,546 т
- Категорія С1: 48,850,608 т
- Категорія С2: близько 10,000,000 т
- Загальні запаси: 69,724,154 т

Значення параметрів якості в цій вугільного родовища є:
- ETU = 7,300 kJ/kg
- L = 32.46 %
- H = 25.60 %
- S = 1.58 %

У Drenas поле має площу близько 3,2 км2 і резервів:
- Категорія С1: близько 21 млн.
- Сумарні запаси близько 90 мільйонів.

У той час як Косово і Метохії басейну може бути використана для вироблення електроенергії, тим менше тазика в Дренице, не може бути використана для виробництва енергії, хоча він може бути використаний для промислових цілей; таким чином, це не менш важливо. Дреніци басейн складається з двох зон: зони I (Скендерай) і зони II (Глоговаце). Зони я Дреніци басейну має близько 70 мільйонів тонн запасів бурого вугілля, а зона II має близько 25 мільйонів тонн геологічних запасів. Середня калорійність бурого вугілля в обох зонах 7,300 кДж/кг, в той час як розрахункова ціна на вугілля в середньому ширина в зоні I становить 200 м, а в II зоні 10 м.

## Гірничодобувна і металургійна промисловість
Існує два свинцевих і цинкових заводи «Трепча» у Митровиці, який в даний час не працює, тому що вони були закриті під час МООНК адміністрації в 2000 році. Вони були закриті через їх екологічну небезпеку. Є також кілька інших підприємств, які були приватизовані після війни, такі як: Ferronikeli в 2005 році, Llamkos Galvasteel в 2005 році, і Sharrcem в 2000 році. Ці підприємства: Ferronikeli в Drenas, нікель гірничо-металургійного комплексу; Sharrcem у Ханському коментар до кримінального, Шахтар вапняку і виробником цементу, і Llamkos Galvasteel у Вуштри, виробник сталі, були «виробничих чемпіонів» у колишньої Югославії. Інвестиції в гірничодобувній і металургійній галузях у Косово були дуже низькими і навіть знижувалися протягом 2007—2011; однак, ця галузь є найбільшою частині Косово експорту. Гірничодобувної і металургійної промисловості забезпечує майже 76 % від експортної виручки в Косово. Це також сприяло зменшенню частини орендної плати-залежно від розміру доходу в Косово і збільшення реального сектора економіки доходи в Косово. Тим не менш, існує безліч структурних диспропорцій в цій сфері, і хоча він складає більшу частину експорту, промисловість також сильно залежить від імпорту. Гірничодобувної і металургійної промисловості в Косово показує відсутність внутрішньої інтеграції, що означає, що є кілька ланок виробничого процесу між різними сегментами у промисловості і існує необхідність для інвестицій в області. Крім того, шляхом створення нових підприємств у гірничодобувній і металургійній галузях, Косово вдалося знизити дефіцит поточного рахунку в 2011 році близько 537 мільйонів євро.
Хоча обробка металу швидко розвивалася в гірничодобувній і металургійній промисловості протягом 2003—2011 рр. та її збільшення доходів від експорту в 16 разів, він був не в змозі стимулювати зміцнення виробничих зв'язків усередині галузі. Протягом 2009—2011 років єдиним гірничодобувної ліцензії були на існуючі компанії в Косово і тільки 5 були видані для здійснення проектів у галузі видобутку. Протягом 2003—2011 також збільшився імпорт руди і рудні концентрати, які потім переробляла і реекспортувала. А руди добувають приватні компанії або підприємства «трепча» експортуються і надалі оброблені і уточнено з Косово, Вітчизняна промисловість використовує оброблені метали ввозяться з-за кордону. Таким чином, немає ніяких зв'язків в металургійної та гірничодобувної промисловості в Косово і промисловість повністю залежною пов'язана із зовнішньою економікою. Видобувний сектор, хоча він набуває все більшого значення, вона як і раніше залишається на відносно низькому рівні 1,1 % до ВВП (2010) і значно нижче, ніж його рівень до війни і в 90-ті роки.
У 2008 році експорт нікелю злитків склав майже половину всього експорту вартості. гірничодобувному секторі сприяє відносно низькою до ВВП (близько 1 %). кольорові метали становлять майже 33 % від всього експорту в 2010 році. Ці показники вирівняти Косово серед країн, які Світовий банк оцінює як «мінеральна економіки».

## Установ в енергетичному секторі
Основних інститутів в галузі енергетики в Косово: Міністерство енергетики і гірничодобувної промисловості, енергетики контролюючими органами та незалежної комісії для шахт і металів (МСГМ), у той час як деякі великі підприємства: Косівська енергетична Корпорація (КЕК) та Косівської енергетичної системи передачі та оператором ринку (KOSTT).